# Carse Point
Der Carse Point ist der westliche Ausläufer eines Felsmassivs mit vier Gipfeln von bis zu 1250 m Höhe, das sich an der Südseite der Mündung des Riley-Gletschers in den George-VI-Sund an der Rymill-Küste des antarktischen Palmerlands befindet. Das Kap wird nach Nordwesten durch einen vereisten Sattel vom Mount Dixey separiert. Zum Mount Flower im Osten ist dies durch einen kleinen Gletscher gegeben.
Vermutlich wurde das zugehörige Felsmassiv durch den US-amerikanischen Polarforscher Lincoln Ellsworth bei einem Überflug am 23. November 1935 fotografiert. Diese Luftaufnahmen wiederum dienten der kartografischen Erfassung durch den Geographen W. L. G. Joerg. Vermessen wurde das Kap 1936 von Teilnehmern der British Graham Land Expedition (1934–1937) unter der Leitung des australischen Polarforschers John Rymill, der es nach Verner Duncan Carse (1913–2004) benannte, einem Mitglied der Expedition.